# Battaglia della Corsica

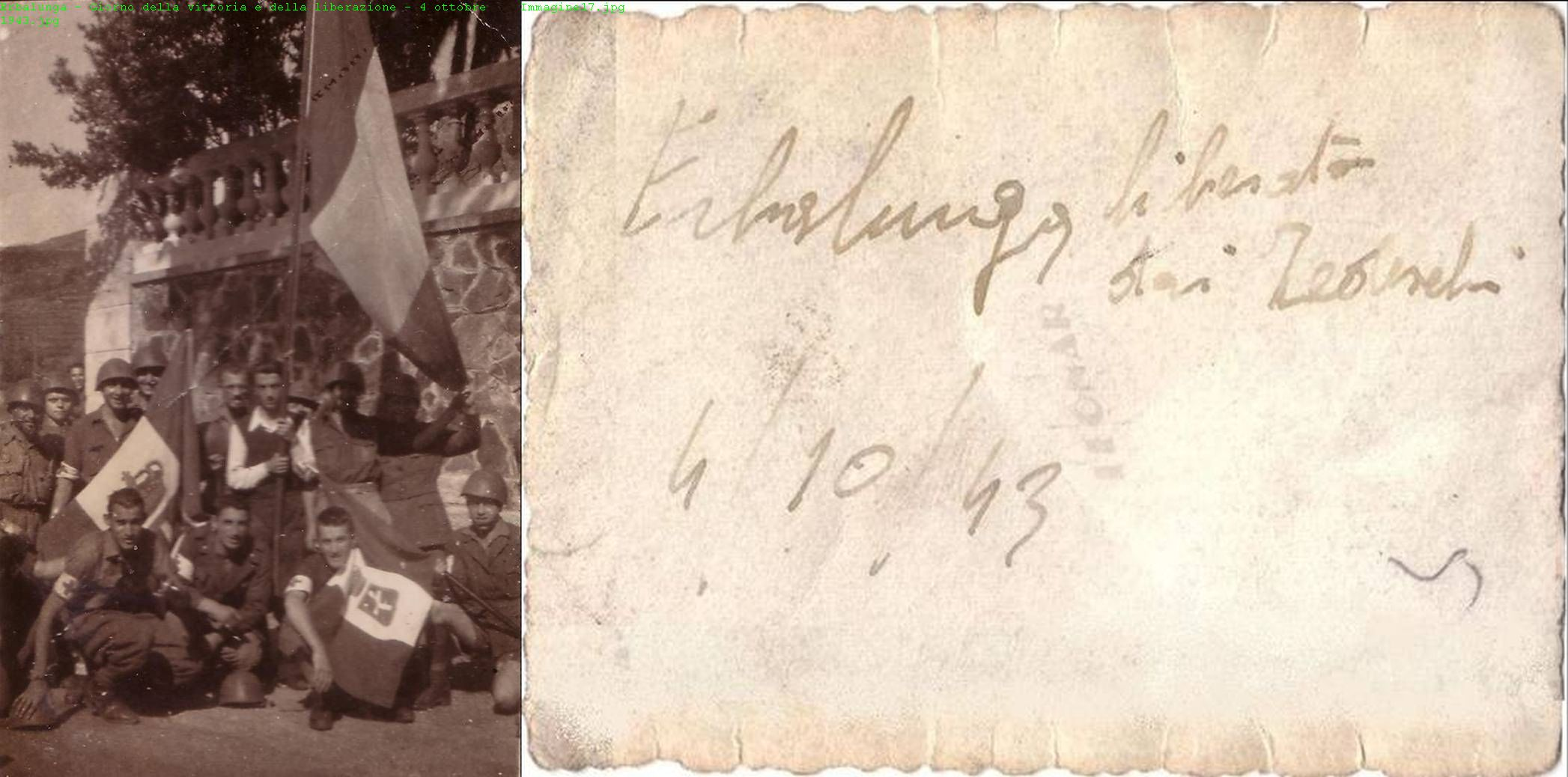

La battaglia della Corsica (detta anche liberazione della Corsica o conosciuta col nome in codice di Operazione Vesuvio) si svolse tra il 9 settembre e il 4 ottobre 1943 sul territorio della Corsica.
Occupata dalle forze del Regno d'Italia nel novembre 1942 nell'ambito dell'operazione Anton, nel settembre 1943 la Corsica era presidiata dal VII Corpo d'armata del Regio Esercito agli ordini del generale Giovanni Magli, con le divisioni di fanteria "Cremona" e "Friuli" e due divisioni costiere; era inoltre presente un contingente di truppe della Germania nazista, composto dalla brigata "Reichsführer-SS". Dopo il Proclama Badoglio dell'8 settembre 1943 relativo all'armistizio tra Italia e Alleati, le forze tedesche iniziarono a scontrarsi con i Reparti italiani nel tentativo di impossessarsi degli scali portuali e aeronautici di Bastia e Bonifacio, in particolare per consentire l'evacuazione dalla Sardegna della 90. Panzergrenadier-Division del generale Fridolin von Senger und Etterlin.
Le Forze di Magli riuscirono a tenere testa ai tedeschi, ricevendo presto il sostegno dei partigiani Corsi presenti sull'isola nonché di un contingente di truppe regolari della Francia libera agli ordini del generale Henry Martin, arrivato tra il 13 e il 14 settembre con unità della 4e division marocaine de montagne e un piccolo reparto d'appoggio statunitense. Nonostante la pressione delle truppe alleate, von Senger und Etterlin riuscì a organizzare con successo lo sganciamento finale delle forze tedesche, per buona parte evacuate sul continente; l'isola fu infine completamente liberata il 4 ottobre 1943.